# چوی دائه-شیک
چوی دائه-شیک (انگلیسی: Choi Dae-shik؛ زادهٔ ۱۰ ژانویهٔ ۱۹۶۵) بازیکن سابق و مربی فوتبال اهل کره جنوبی است.
از باشگاه‌هایی که در آن بازی کرده‌است می‌توان به باشگاه فوتبال سئول، باشگاه فوتبال اوئیتا ترینیتا، و باشگاه فوتبال بوسان ای‌پارک اشاره کرد.
وی همچنین در تیم ملی فوتبال کره جنوبی بازی کرده‌است.